# Josep Maria Fusté
Josep Maria Fusté Blanch (* 15. April 1941 in Linyola, Lleida; † 20. April 2023 in Barcelona) war ein spanischer Fußballspieler. Der langjährige Spieler des FC Barcelona wurde 1964 mit Spanien Europameister. Auf Vereinsebene gewann er 1966 den europäischen Messepokal und dreimal den spanischen Pokal.

## Karriere
Fusté kam im Alter von 12 Jahren zum FC Barcelona. 1959 wechselte er zu CD Condal. Bereits nach zwei Jahren kehrte der Mittelfeldspieler zum FC Barcelona zurück, wurde von dort aber zunächst für eine Saison an CA Osasuna ausgeliehen, für das er in der Saison 1961/62 auch sein erstes Ligaspiel bestritt. Er debütierte in einem offiziellen Spiel der Kampfmannschaft  Barcelonas im Juni 1962 in der nach der 2:6-Niederlage im Hinspiel bedeutungslos geworden zweiten Finalbegegnung des europäischen Messepokals gegen Valencia CF. In seinen zehn Jahren bei Barça konnte er nie die spanische Meisterschaft gewinnen. Er musste sich mit drei Copa-del-Rey-Triumphen und vier Vizemeisterschaften in der Primera División zufriedengeben. Zusätzlich gewann das Team 1966 den Messepokal in den Finalspielen gegen Real Saragossa und gewann nach der Einstellung des Wettbewerbs 1971 das Spiel in Barcelona um den endgültigen Verbleib der Trophäe mit 2:1 gegen Leeds United.
Als 31-Jähriger schloss sich Fusté 1972 dem Zweitligisten Hércules Alicante an. Nach dem Aufstieg 1974 in die Primera División, beendete er seine Karriere.
Für die spanische Nationalelf debütierte er am 11. März 1964 bei einem 5:1-Erfolg über Irland. 1964 gewann Fusté mit Spanien die Europameisterschaft, wo er im Halbfinale und beim 2:1 im Finale im Bernabéu-Stadion von Madrid gegen die UdSSR mitwirkte.
Außerdem nahm er 1966 an der WM teil. Dort bestritt er ein Spiel in der Gruppenphase gegen Deutschland, das, obwohl er einen Treffer erzielte, mit 1:2 verloren ging, was gleichbedeutend mit dem Ausscheiden Spaniens war.
1965 gewann er mit Spanien in Madrid die Militärweltmeisterschaft und wurde 1966 in Rabat, Marokko, Dritter dieses Wettbewerbs.
Von 1976 bis 1989 war er Präsident des Spielerverbandes. Er institutionalisierte die Unterstützung von in Not geratenen ehemaligen Spielern. 1989 kandidierte er für die Präsidentschaft des FC Barcelona. Später nahm er unter den Vereinspräsidenten Sandro Rosell und Josep Maria Bartomeu neben Carles Rexach und Migueli eine beratende Funktion ein.
Am 20. April 2023 starb er knapp eine Woche nach seinem 82. Geburtstag in Barcelona.

## Erfolge
- Spanischer Pokal: 1963, 1968, 1971
- Messepokal: 1966
- Europameister: 1964 (2 Einsätze)
- WM-Teilnahme: 1966 (1 Einsatz, 1 Tor)